# Lendvay Éva
Lendvay Éva, családi nevén Szemlér; álnevei: Tóth Mária, Fekete Judit (Brassó, 1935. április 24. – Bukarest, 2016. március 13.) erdélyi magyar költő, kritikus, műfordító. Szemlér Ferenc költő leánya.

## Életútja
Szülei Szemlér Ferenc és dr. Herskovits Erzsébet. Szülővárosában végezte a katolikus általános iskolát, majd a zenei középiskolát (1950–1954). A kolozsvári egyetem filológiai karán magyar nyelv és irodalom szakos diplomát szerzett (1959). Újságírói pályára lépett, az Utunk (1959–1962), a brassói Új Idő (1963–1966), majd a Művelődés (1967–1968) és 1968-tól a Brassói Lapok belső munkatársa. Tagja volt a Romániai Írószövetség brassói fiókjának (1971) és a Magyar Írószövetségnek (1992). Egészen 2006-ig jelentek meg műfordításai, az elektronikus sajtóban ismeretterjesztő és nyelvművelő munkákat adott közre. Élete utolsó 15 évében egy bukaresti idősek otthonában élt. A brassói zsidó temetőben, jelöletlen sírban nyugszik.

## Szépírói munkássága
Első írása az Utunkban jelent meg (1958). Verseit, fordításait, színházi és képzőművészeti kritikáit, könyvismertetéseit, riportjait, karcolatait az Igaz Szó, Utunk, Előre, Új Élet, Korunk, Művelődés, a iași-i Cronica, valamint magyarországi irodalmi folyóiratok közölték. Forrás-kötetének bevezetésében Lőrinczi László "egy erősen intellektuális költői alkat"-ról beszél, aki szívesen nyúl vissza a népköltészet s a virágénekek hangjaihoz (1967), de népisége csak nyelvi szépségekig ér el, a magány szorongásaiból kihagy a szerelem forrósága is, "világűrnyire tágult szemmel" a semmibe zuhan egy céltalan várakozás... Elritkuló költői jelentkezése helyett az írónő inkább műfordításaiban élt.
Ráduly János méltatása szerint Lendvay Éva „a legbrassóibb költő”.

## Műfordítói munkássága
Háromnyelvű szülővárosához méltóan magyar-román-német irodalmi kapcsolatokat teremt fordításaival. A iași-i Convorbiri literare s a brassói Astra hasábjain Radnóti Miklós, Juhász Gyula, Szabó Lőrinc, Garai Gábor, Nemes Nagy Ágnes, Juhász Ferenc verseinek román fordításait közölte; románból magyarba ültette át Ana Blandiana, Anghel Dumbrăveanu, Mircea Ciobanu egy-egy kötetnyi versét, Hortensia Papadat-Bengescu, Constantin Chiriță, Ileana Vulpescu regényeit; s németből is fordított, Adolf Meschendörfer Erdélyi elégia című poémáját ő mutatta be a magyar közönségnek, átdolgozásában jelent meg magyarul Thomas Mayne-Reid A fej nélküli lovas című ifjúsági regénye (1969). Gazdag műfordítás-gyűjteményei a Kutak (1981) című  és a Házinapló (1990) című román versantológiák. Lefordította román nyelvre Déry Tibor Képzelt riport egy amerikai pop-fesztiválról című regényét és Csire Gabriella Kalevala messze földjén című eposz-átdolgozását (2001).

## Verskötetei
- Bájoló ének (versek Lőrinczi László előszavával, Forrás, 1967)
- A második kérdés (versek, 1977)
- A földtől a homlokunkig (versek, 1981)
- Umbra muntelui (románul írt versei, 1984)
- Felszálló füst (versek, 1986)
- Árnyék a falon. Válogatott versek és műfordítások; Fulgur, Brassó, 1994

## Díjak, elismerések
- A Romániai Írószövetség díja (1984)
- Forintos-díj (1991)[4]
- Brassó díszpolgára (2010)[1]